# Serafín Olarte
Serafín Olarte (n.d.-1820) fue un jefe y general totonaca que encabezó una revuelta contra España durante la Guerra de Independencia de México en la entonces provincia de Veracruz.
Su fecha de nacimiento es desconocida. Olarte apareció por primera vez en 1813, cuando reunió una fuerza de 400 totonacas y luchó contra los españoles en la zona cerca de Papantla en la sierra de Cuyuxquihui.
Desde 1812 hasta finales de 1820 el campo del norte de Veracruz fue semillero de actividad de los rebeldes y la lucha guerrillera. Se habían dado rebeliones anteriores en 1735, 1762, 1764, 1767 y 1787. Como resultado los habitantes de Papantla tenían reputación de alborotadores entre las fuerzas realistas. La familia Olarte fue una de las más importantes en el área, debido a su participación en los cabildos (consejos) totonacas locales y por su capacidad de reunir tropas de la población indígena local.
En 1814 Serafín se reunió con Ignacio López Rayón en Zacatlán y formalmente se unió a la lucha por la independencia de México. Fue capaz de reunir a diversas tribus y grupos en una coalición global, lo que le hizo uno de los comandantes más exitosos en el área su fuerza pronto creció a varios miles de guerreros, y aunque estaban ligeramente armada en comparación con sus rivales, rechazó varios ataques de los españoles realistas y les impidió el control de la región. Olarte y Vicente Guerrero fueron los únicos generales independentistas activos durante el punto más bajo de la guerra de la independencia después de la ejecución de José María Morelos en 1815. En 1816 defendió Tlaxcalantongo, aunque finalmente se vio obligado a retirarse a Cerro Blanco. En 1819 trató de tomar Papantla, pero fracasó y los españoles quemaron la ciudad en represalia.
Con los Tratados de Córdoba en 1821 México obtuvo su independencia de España. Un año antes, sin embargo, Serafín Olarte murió en una emboscada de las tropas españolas cerca Papantla.
El hijo de Serafín, Mariano Olarte luchó junto a su padre y también condujo otra rebelión en Veracruz en 1836-1838. En diciembre de 1935, el nombre de la ciudad de Papantla de Hidalgo se cambió oficialmente al de Papantla de Olarte en honor de Serafín Olarte.